# Toro d'Osborne

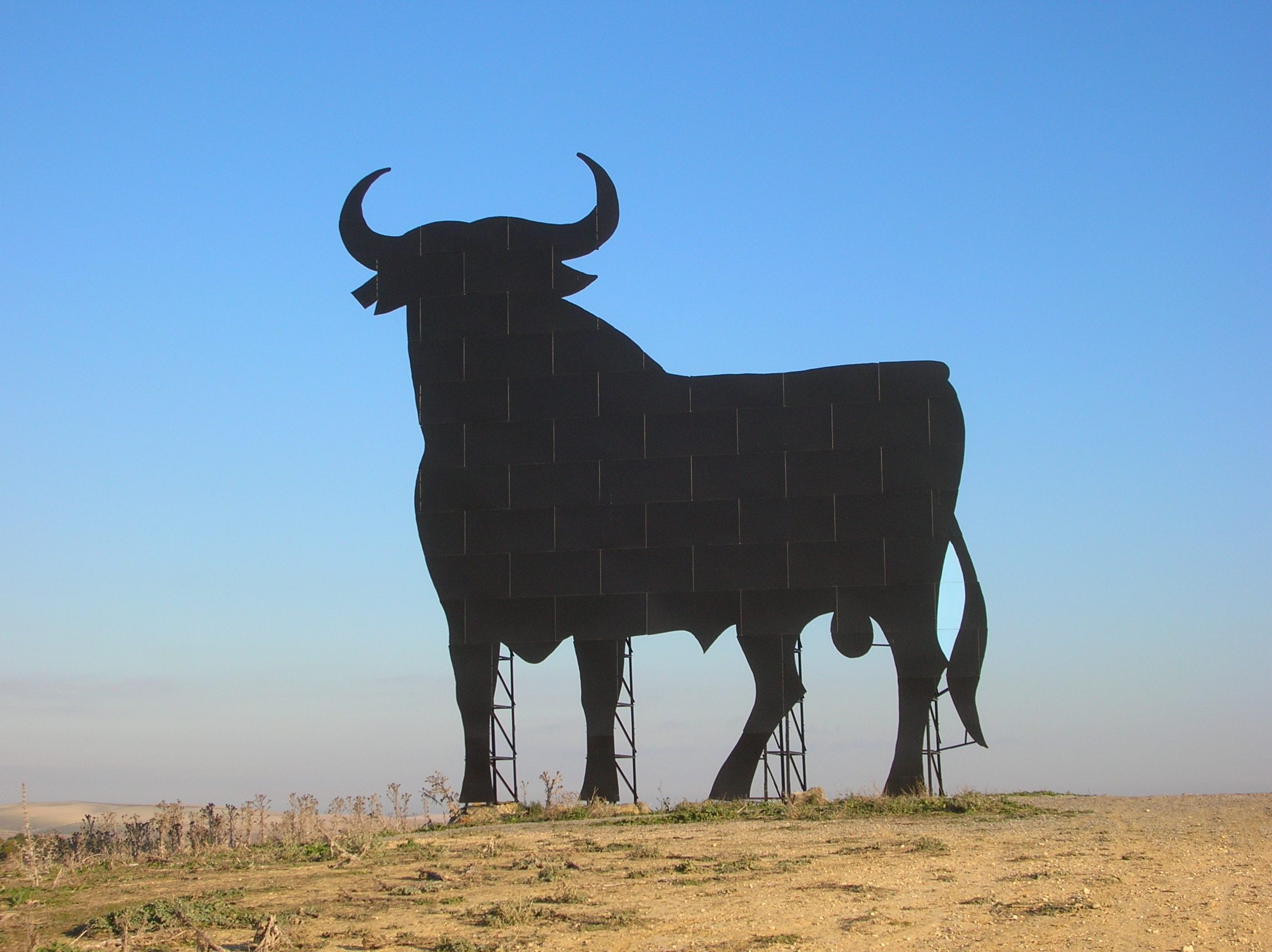
Toro d'Osborne proper a Las Cabezas de San Juan, Sevilla

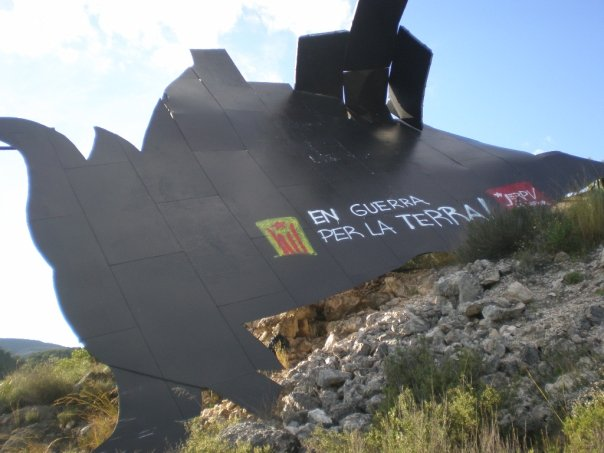
El toro de Tavernes de la Valldigna és enderrocat el 2009

El toro d'Osborne o brau d'Osborne és una enorme silueta d'un brau, d'aproximadament 14 metres d'altura, concebuda originalment com una gran tanca publicitària de carretera per promocionar el brandi de Xerès Veterano del Grup Osborne, s'ha convertit en un símbol d'Espanya. A Catalunya es van proposar alternatives com el gat (cat en anglès) o el burro català.
Alguns dels braus situats en els Països Catalans han patit diverses accions, entre elles el Bou d'Osborne de la carretera de Manacor i el que havia estat situat a El Bruc, que va ser enderrocat quatre vegades, el 2002, el 2007 —una setmana després de la seva reconstrucció—, i el 2009, mesos després d'una nova reconstrucció. Finalment, el 2014 es van retirar els últims rastres d'aquesta polèmica tanca publicitària.